# Bột (lương thực)

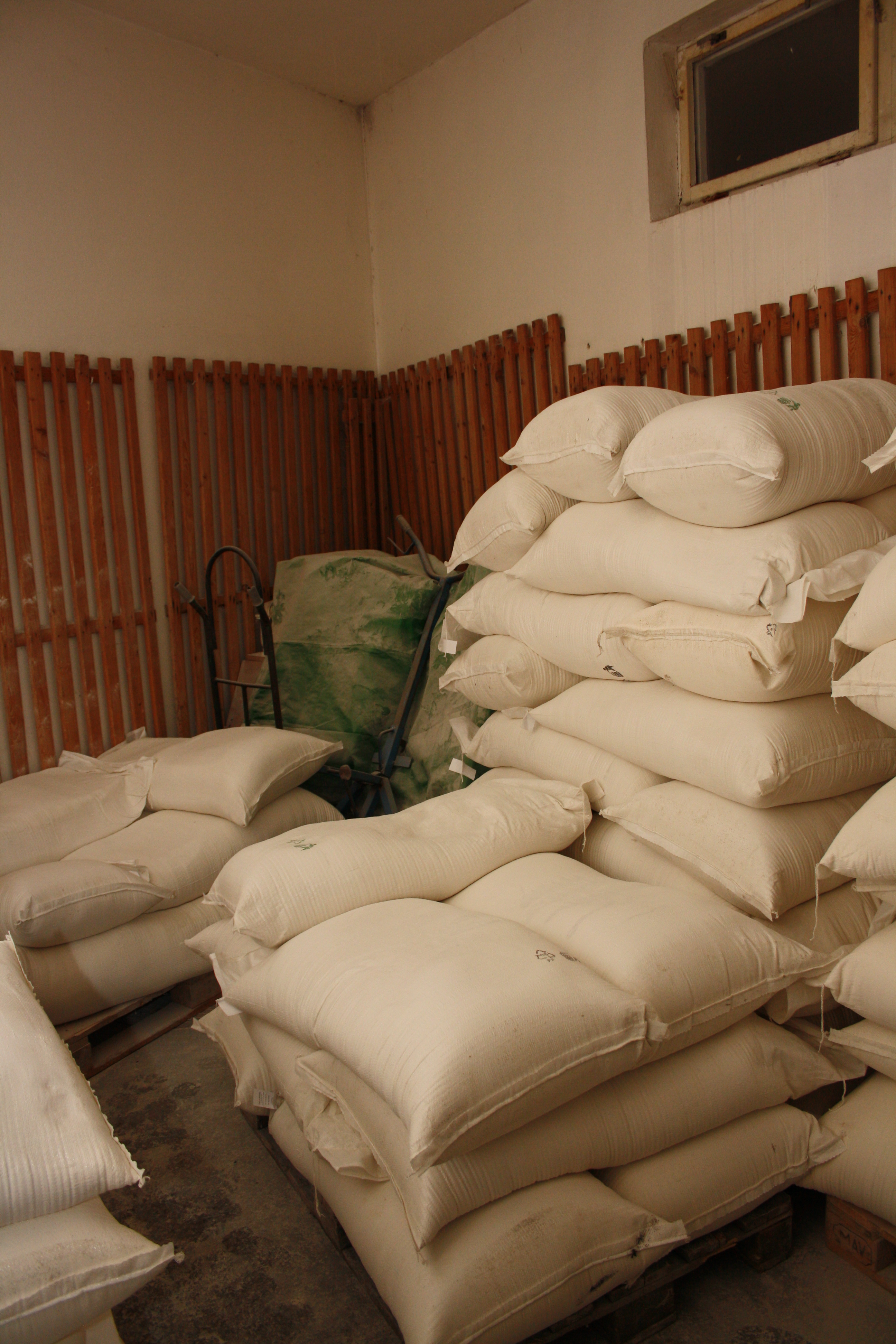
Bột ăn đóng bao

Các loại Bột dùng làm thực phẩm là những loại bột được làm từ việc nghiền nhỏ, xay các loại hạt ngũ cốc hoặc hạt giống khác cũng các loại rễ củ (như sắn, đậu) được phơi khô hay tán nhuyễn. Bột, trong đó có bột mì là được biết đến nhiều nhất, là thành phần chính của bánh mì và là một thực phẩm thiết yếu trong nhiều nền văn hóa ở châu Âu, Bắc Mỹ, Trung Đông và Bắc Phi, nó là thành phần trong hầu hết các loại bánh mì và bánh ngọt. Trong khi đó, Bột bắp (bột ngô) là loại thực phẩm quan trọng trong ẩm thực Trung Mỹ kể từ thời cổ đại cũng như trong nhiều món ăn ở xứ Mỹ La tinh, Bột gạo, bột nếp được dùng nhiều tại các nước châu Á.

## Lịch sử

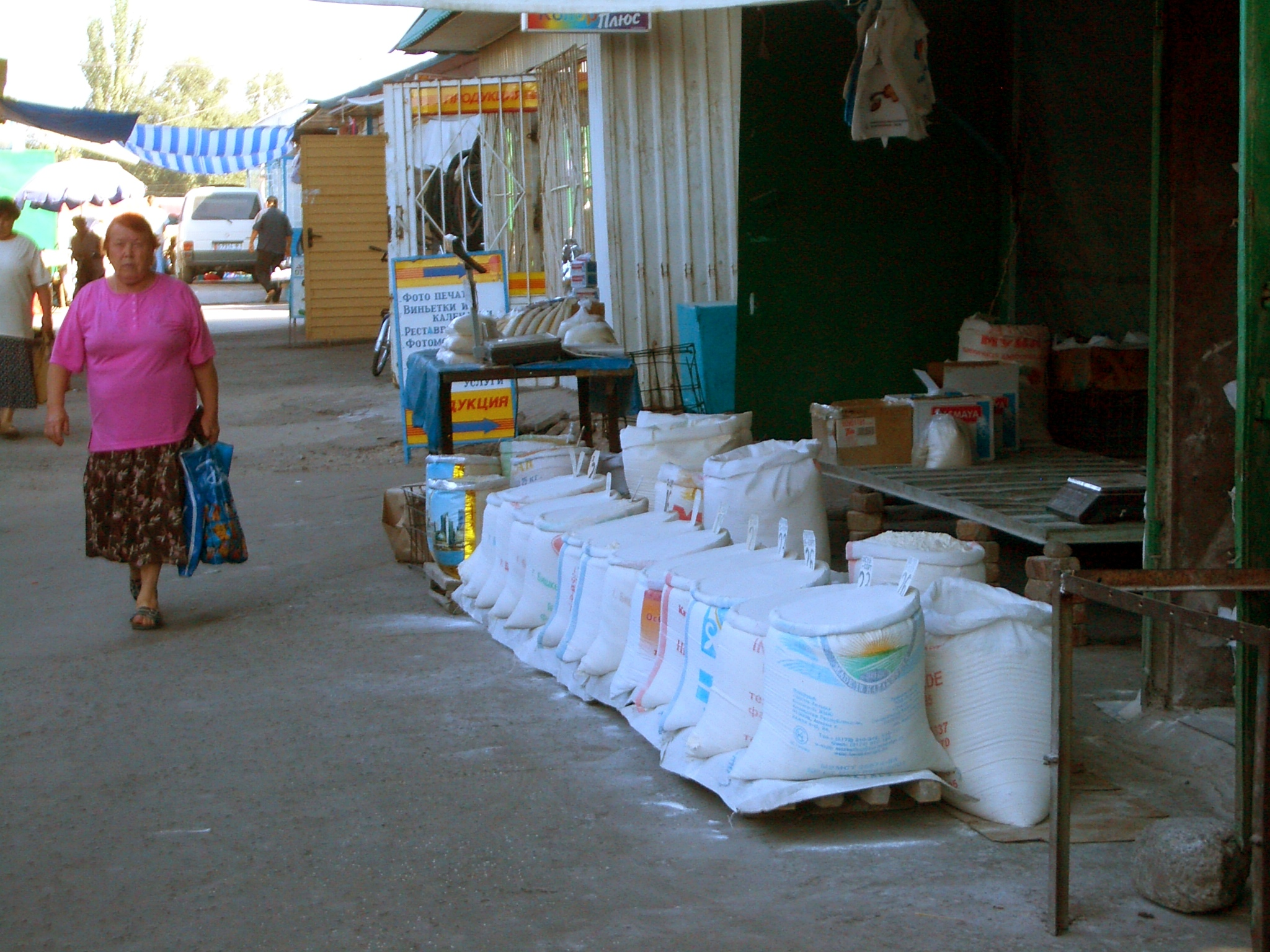
Một cửa hàng bán các loại bột tại Kyrgyzstan

Các loại bột lương thực được phát hiện vào khoảng 9000 năm trước Công nguyên với các bằng chứng cho thấy rằng các hạt lúa mì có thể được nghiền nát bằng các công cụ thô sơ như đá để làm thành cho bột. Người La Mã là những người đầu tiên để xay hạt giống trên máy nghiền có hình nón. Việc xay xát các loại ngũ cốc được thực hiện bằng cách nghiền hạt giữa đá hoặc bánh xe.
Năm 1879, vào lúc bắt đầu của kỷ nguyên công nghiệp, nhà máy hơi nước đầu tiên được xây dựng tại Luân Đôn và từ đây công nghệ xay xát bột được thực hiện với quy mô và hiệu quả ngày càng lớn hơn. Một vấn đề quan trọng của cuộc cách mạng công nghiệp là bảo quản và biến chế bột. Trong cuối thế kỷ 19, quá trình bảo quản này là việc làm ngắn một chu kỳ sản xuất công nghiệp và phân phối, cũng như áp dụng các biện pháp hóa học, tăng cường các chất phụ gia, chất bảo quản cũng như các phương pháp tiệt trùng, khử trùng.